# Burgstall Huldsessen
Der Burgstall Huldsessen bezeichnet eine abgegangene Burg auf dem Platz der Ortskirche St. Martin von Huldsessen, einem Gemeindeteil der niederbayerischen Gemeinde Unterdietfurt im Landkreis Rottal-Inn. Die Anlage wird als Bodendenkmal unter der Aktennummer D-2-7642-0011 als „Burgstall des hohen oder späten Mittelalters“ geführt.

## Geschichte
Huldsessen wird 1220–1240 als Besitz des Hochstiftes Passau genannt. 1614 gehört die Kirche von Huldsessen zum Bistum Regensburg. 1752 ist Huldsessen eine Obmannschaft im Gericht Eggenfelden.

## Beschreibung
Der Burgstall Huldsessen lag auf einer leichten Erhebung 260 m nördlich der Rott. Das Burggelände ist durch die Kirche und den Friedhof von Huldsessen überbaut. Einst war es von einem Burggraben mit vorgelagertem Wall umgeben. Diese Bewehrung ist an der Ostseite noch als Graben und Wall, im Westen nur als Graben erkennbar. Die Befestigungselemente sind durch Einebnungsmaßnahmen in jüngerer Zeit (1959) verloren gegangen.